# Austrogammarus australis
Austrogammarus australis là một loài giáp xác amphipod trong họ Paramelitidae. Đây là loài bản địa Úc và gần đây được cho là đã tuyệt chủng nhưng các điều tra thực hiện ở Dandenong Ranges đã cho thấy có quần thể nhỏ. 
Tình trạng loài này trong danh mục đỏ IUCN chưa được cập nhật kể từ khi phát hiện lại, mà vẫn nghi là "đã tuyệt chủng".